# Fablehaven (libro)
Fablehaven es el primer libro de la serie de Literatura fantástica del mismo nombre, escrito por Brandon Mull e ilustrado por Brandon Dorman. Fue publicado el 30 de julio de 2006 por Shadow Mountain y a finales del 2009 fue traducido por Inés Belaustegui al español y publicado por Editorial Roca y Círculo de Lectores.

## Sinopsis
La historia comienza cuando Kendra y Seth van a la casa de sus abuelos en Connecticut mientras sus padres se van en un crucero de 17 días. Ahí conocen a Lena, el ama de llaves, a Dale, el encargado de mantenimiento de toda la estancia y se encuentran con que su abuela esta de "viaje". Al principio los hermanos se entretienen con un ático lleno de libros y juguetes interesantes, y una pileta rodeada de aves, mariposas y libélulas. Pero pronto su atención se empieza a centrar en el bosque prohibido, alrededor de la casa de sus abuelos. Kendra descubre un libro titulado Diario de los secretos cerrado con varias cerraduras y Seth, por su parte, conoce a Muriel, una bruja atada a un tocón con una soga de dos nudos. 
Ambos se hermanos se internan en el bosque en donde visitan un lago con cisnes y pavos reales, que finalmente resulta ser hogar de las náyades. Al enterarse, el abuelo los castiga a ambos a pasar el día siguiente encerrados en su cuarto. Kendra encuentra las llaves del diario íntimo y al abrirlo descubre las direcciones de "Toma la leche". Los hermanos toman la leche que Dale lleva todos los días al jardín para los supuestos insectos y descubren un nuevo mundo mágico en la reserva.
El abuelo finalmente les revela que Fablehaven es una reserva dedicada a cuidar a las criaturas mágicas y que el único lugar seguro es la casa y el jardín que la rodea. Posteriormente se enteran de que su abuela fue en realidad convertida en la gallina que tienen como mascota y que Lena es una antigua náyade. En Fablehaven, un antiguo tratado mantiene el orden entre seres de la mitología tales como trolls, sátiros, brujas, gigantes, hadas o náyades. Pero cuando Seth rompe las reglas en la noche del solsticio de verano, se libera un demonio que ayudado por Muriel obliga a los hermanos a enfrentar un gran reto, para salvar de esta manera a su familia y la reserva.